# Nuklearna lančana reakcija
Nuklearna lančana reakcija nastaje zbog samoodržanja nuklearne fisije, tako da fisijski neutroni, kojih je prosječno oko 2,5 po fisiji jedne atomske jezgre, uzrokuju nove fisije. Samoodržanje nuklearne fisije može se ostvariti ako bar jedan od tih neutrona prouzroči novu fisiju u okolnim jezgrama. Tim procesom dolazi do kontinuiranog oslobađanja fisijske energije na kontrolirani način u posebnim uređajima koji se zovu nuklearni reaktori.

## Kontrolirana nuklearna lančana reakcija
Temeljni princip lančane reakcije prilično je jednostavan. Atom uranija-235 apsorbira spori neutron, koji uzrokuje njegovo cijepanje. Pri cijepanju se oslobađa energija i u prosjeku dva do tri nova neutrona, koji mogu izazvati nova cijepanja. Taj se proces naziva nuklearnom lančanom reakcijom. U nuklearnom reaktoru proces lančane reakcije kontroliramo, jer od dva do tri novonastala neutrona pri cijepanju u prosjeku samo jedan uzrokuje novo cijepanje urana 235. U reaktoru se, dakle, odvija kontrolirana lančana reakcija.
Nakon cijepanja nastaju dvije vrste neutrona: promptni i zakašnjeli. Promptni se oslobađaju neposredno nakon cijepanja, a zakašnjeli kasnije, i to samo nakon raspada nekih fragmenata, odnosno njihovih potomaka. Iako zakašnjeli neutroni čine samo malen dio, oko 0,65% svih oslobođenih neutrona, imaju presudnu ulogu za regulaciju reaktora.
Svi fisioni produkti ili fragmenti i većina njihovih potomaka radioaktivni su i raspadaju se. U prosjeku su do konačnoga stabilnog izotopa potrebna tri do četiri radioaktivna raspada. Većinom je riječ o beta-raspadu i gama-raspadu, pri čemu se oslobađaju beta-čestice, odnosno gama-zrake. Energija koja se oslobađa u tim raspadima naziva se zakašnjelom toplinom.
Za odvijanje lančane reakcije odlučne su dvije veličine: neutronski prinos k i trajanje fisijske generacije τ u lančanoj reakciji. Trajanjem jedne fisijske generacije naziva se prosječno vrijeme između dviju uzastopnih fisija (da bi fisijski neutroni bili emitirani iz neke jezgre i dospjeli do drugih fisibilnih jezgara potrebno je neko vrijeme). Neutronski prinos k je omjer broja neutrona nastalih u fisijskom procesa prema broju neutrona nastalih u prethodnom fisijskom procesu. Lančana je reakcija nadkritična ako je k > 1, podkritična ako je k < 1. Ako je k = 1, lančana reakcija održava se trajno s istim brojem fisija u jediničnom obujmu. Kontrolom neutronskog prinosa kontrolira se broj neutrona, koriste se štapovi od kadmija koji se uvlače u reaktorsku jezgru i apsorbiraju neutrone

## Povijest
1939. poznati fizičari u Europi i Americi su bili zainteresirani novim otkrićem nuklearne fisije atoma uranija-235. Pri toj reakciji energijom jednog termičkog neutrona, koja iznosi oko 0,03 eV oslobađa se ogromna količina energije od 200 eV, uz emisiju brzih neutrona. Ova se energija nazvala nuklearna energija ili atomska energija. S obzirom na to da atomska jezgra uranija-235 može zarobiti jedan slobodni neutron za 10-12 sekunde, logično je da će se zbog raspada velikog broja atomskih jezgri, u vrlo kratkom vremenu osloboditi ogromna količina energije. 
Pošto ovako velika količina oslobođene energije može izazvati strahovitu eksploziju, postavljen je problem mogućnosti utjecanja na brzinu postupka nuklearne fisije uranija-235. Znači, pri nuklearnoj fisiji uranija-235 nastaje nekontrolirana lančana reakcija. Dobivanje nuklearne energije se ne svodi samo na ostvarivanje nuklearne lančane reakcije, već i na mogućnost usporavanja neutrona, koji nastaju prilikom nuklearne fisije, kao i uklanjanja njihovog dovoljnog broja, zbog nastavka lančane reakcije, kao i njihovog zaustavljanja. Znanstvenici su razmišljali kako ostvariti kontroliranu lančanu reakciju.
Nuklearna energija koja se oslobodi nuklearnom fisijom 1 grama uranija-235 jednaka je količini topline koja se dobije izgaranjem 3 tone kamenog ugljena. Nuklearna energija koja se oslobodi nuklearnom fisijom 1 kilograma uranija-235 jednaka je energiji koja se oslobodi prilikom eksplozije 20 000 tona TNT-a. Ova usporedba pokazuje kolika opasnost postoji zbog nekontrolirane lančane reakcije.
1933. Leo Szilard je došao do spoznaje o mogućnosti nastanka nuklearne lančane reakcije ako neki proces oslobađa više neutrona nego što ih je trebalo za pokretanje procesa. Lančane reakcije su bile poznate iz kemije, gdje najčešće izazivaju nekontrolirano oslobađanje energije, odnosno eksploziju. Szilárd, međutim, u fizici predviđa takve reakcije kod lakih atoma. U eksperimentima nakon otkrića fisije urana Szilárd otkriva da je fisijom oslobođeno više neutrona nego ih je upotrijebljeno i prepoznaje predviđenu nuklearnu lančanu reakciju. Mislio je da će to uspjeti s atomima litija, koji mogu stvoriti neutrone, koji bi mogli samoodržavati nuklearnu lančanu reakciju. Zatim je pokušao s atomima berilija i indija, ali oni nisu uspjeli stvoriti nuklearnu lančanu reakciju. Bojeći se uporabe ovoga otkrića u izradi oružja od strane nacističke Njemačke, on taji ovo veliko otkriće.
Već su 1935. Enrico Fermi i Emilio Segrè objavili da bi se brzi neutroni mogli usporiti propuštanjem kroz kemijske tvari koje sadrže vodik, kao što su voda i parafin, što je bilo i potvrđeno. Utvrdilo se da tvari koje su građene od atoma male atomske mase mogu usporiti neutrone, kao što su vodik, deuterij, berilij, ugljik. Usporavanje neutrona u takvim tvarima nastaje zato što neutroni jedan dio svoje kinetičke energije predaju njihovim atomima, pa se odbijaju s manjom brzinom. Takva sredstva koja služe za usporavanje neutrona nazivaju se usporivači neutrona ili moderatori. Pokusi su pokazali da su najpovoljniji za to teška voda (D2O) i grafit (C).
{\displaystyle {}^{235}U+{\mbox{neutron}}\rightarrow {\mbox{fisioni fragmenti}}+2,4{\mbox{ neutrona}}+192,9{\mbox{ MeV}}}
Pošto se uranij-238 može cijepati samo s brzim neutronima, čija energija iznosi oko 1,5 MeV, očito je da neutroni koji se oslobađaju prilikom nuklearne fisije uranija-235 ne mogu izazvati nuklearnu fisiju uranija-238. Zbog toga u prirodnom uraniju ne može nastati nuklearna lančana reakcija, jer ima 99,284% uranija-238.
1940. je utvrđeno da pri bombardiranju uranijevog oksida sporim neutronima, iz atomskog jezgra uranija-238 nastaje novi izotop uranij-239, koji ima kratko vrijeme poluraspada od 23 minute, pa nastaje neptunij-239. Neptunij-239 ima vrijeme poluraspada 2,3 dana i nastaju beta-čestice i plutonij-239, koji ima vrijeme poluraspada od 24 110 godina. Ovo je bilo vrlo značajno, jer se pokazalo da se i plutonij-239 može iskoristiti za dobivanje nuklearne lančane reakcije. 
{\displaystyle {}^{239}Pu+{\mbox{neutron}}\rightarrow {\mbox{fisioni fragmenti}}+2,9{\mbox{ neutrona}}+198,5{\mbox{ MeV}}}
Kasnije se pokazalo da i od torija-232 nastaje uranij-233, koji isto može stvoriti nuklearnu lančanu reakciju.

## Kritična masa u nuklearnoj lančanoj reakciji
Za odabrani usporivač neutrona (moderator) i reflektor, te određeni sastav uranija i njegov geometrijski raspored, postoji granična masa uranija, tj. najmanja masa u kojoj se još može ostvariti faktor multiplikacije k = 1. S manjom masom uranija ne može se održavati lančana reakcija, jer je gubitak neutrona bijegom prevelik. Najmanju masu potrebnu za održavanje lančane reakcije uz zadane uvjete nazivamo kritičnom masom. U specijalnim uvjetima, kritične mase izdvojenih nuklida, plutonija-239 ili uranija-235, mogu biti i manje od jednog kilograma, a u reaktorima one iznose i više desetaka tona. Za uranija-235 metal i sfernu raspodjelu goriva, te berilijski reflektor kritična je masa približno 16 kg. U istim uvjetima kritična masa plutonija-239 je približno 4,5 kg.
Natkritični uvjeti za nuklernu eksploziju mogu se postignuti npr. naglim spajanjem dviju ili više potkritičnih masa s pomoću konvencionalnih eksplozija. Drugi je način smanjenje površine bijega neutrona, a da se ne smanji masa urana. To se postiže povećanjem gustoće uranija implozijom, također s pomoću konvencionalnih eksploziva. 
Uređaje u kojima se ostvaruju uvjeti za održavanje kontrolirane lančane reakcije zovemo nuklearnim reaktorima. Reaktori moraju sadržavati količinu uranija veću od kritične mase, kako bi se pri stavljanju u pogon mogao postići faktor multiplikacije veći od 1 i divergentna lančana reakcija. Kad se postigne određena razina snage, faktor multiplikacije k = 1 postiže se ubacivanjem neutronskih apsorbera u reaktor. Mijenjanje faktora multiplikacije prema potrebi naziva se kontrolom reaktora. To se najčešće obavlja s pomoću kontrolnih šipki koje sadrže apsorbere neutrona ili dodavanjem apsorbera moderatoru. Za reaktor kojem je k = 1 kaže se da je kritičan, potkritičan ako je k < 1, a natkritičan ako je k > 1 .

## Energija lančane reakcije
Kod većine poznatih nuklearnih reakcija najveća oslobođena nuklearna energija iznosi oko 20 MeV. Međutim kod nuklearne fisije, koja se zbiva kod uranija, ona iznosi oko 200 MeV, dakle oko deset puta više. Bombardiranjem uranija {\displaystyle \mathrm {_{92}^{235}U} } može se fisija izvršiti na oko trideset načina, ali se uvijek stvaraju atomske jezgre kemijskih elemenata rednog broja oko 50. Ako se {\displaystyle \mathrm {_{92}^{235}U} } fisijom raspadne na barij {\displaystyle \mathrm {_{56}^{144}Ba} } i kripton {\displaystyle \mathrm {_{36}^{90}Kr} }, razvije se oko 200 MeV, pa ovu nuklearnu reakciju možemo predočiti nuklearnom jednadžbom:
{\displaystyle \mathrm {_{92}^{235}U+_{0}^{1}n\rightarrow _{56}^{144}Ba+_{36}^{90}Kr+{\text{oko 200 MeV}}} }
200 MeV se razvije kod fisije 1 atoma {\displaystyle \mathrm {_{92}^{235}U} }. Kod fisije 1 gramatoma {\displaystyle \mathrm {_{92}^{235}U} }, to jest 235 grama {\displaystyle \mathrm {_{92}^{235}U} }, razvit će se 6,03∙1023∙200 MeV, što iznosi oko 4∙109∙4,186 kJ, jer u 1 gramatomu ima 6,03∙1023 atoma. Pri izgaranju 1 gramatoma ugljika C, to jest 12 grama ugljika u ugljikov dioksid, razvit će se oko 102∙4,186 kJ. Prema tome se nuklearnom fisijom dobiva: 4∙109∙4,186 / 102∙4,186 = 4∙107 = 40 000 000 puta veća energija nego kod kemijskih reakcija.